# 91 Aquarii b
91 Aquarii b (además conocido como HD 219449 b) es un planeta extrasolar que orbita en 91 Aquarii, sistema a aproximadamente 148 años luz de distancia de la Tierra, en la constelación de Acuario. Orbita a una distancia media de 0,70 UA de su estrella, está más cerca que Venus del Sol (0,72 UA). El planeta tarda medio año terrestre en girar en torno a la estrella, en una órbita muy circular (e = 0,003).